# Spanische Sprache

Spanisch als einzige Amtssprache
Spanisch als Amtssprache
Inoffiziell, gesprochen von 20 % der Bevölkerung

Beziehungen und Verwandtschaften der romanischen Sprachen (Romania)

Sprachräumliche Entwicklung Südwesteuropas im 2. Jahrtausend n. Chr.

Die spanische oder auch kastilische Sprache (Spanisch; Eigenbezeichnung: español [espaˈɲol] bzw. castellano [kasteˈʎano]) gehört zum romanischen Zweig der indogermanischen Sprachfamilie und bildet mit dem Aragonesischen, dem Asturleonesischen, dem Galicischen und dem Portugiesischen die engere Einheit des Iberoromanischen. In einer weiter gefassten Sicht kann das Spanische auch noch zusammen mit dem Katalanischen, dem Französischen, dem Okzitanischen und weiteren kleineren romanischen Sprachen wie Norditalienisch in die Westromania eingeordnet werden.
Die Wissenschaft, die sich mit der spanischen Sprache und spanischen Literatur beschäftigt, heißt Hispanistik. Der spanische Sprachraum wird als Hispanophonie bezeichnet. Spanisch ist wegen des historischen Kolonialismus die häufigste Muttersprache auf dem amerikanischen Doppelkontinent und gilt z. B. durch die Funktion als Amtssprache zahlreicher internationaler Organisationen als Weltsprache (in Spanien selbst ist Spanisch jedoch nicht die einzige Sprache, siehe Sprachen in Spanien). Mit der Pflege der spanischen Sprache weltweit ist das Instituto Cervantes betraut.

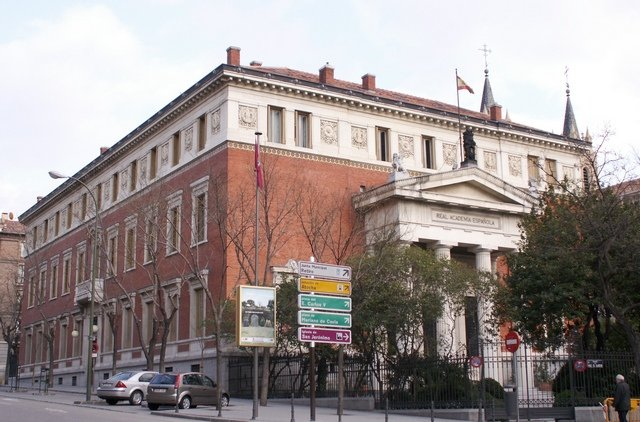
Die spanische Sprachakademie in Madrid, die Real Academia Española

Geschrieben wird Spanisch mit lateinischen Buchstaben. Im modernen Spanisch werden zusätzlich der Akut-Akzent für Vokale sowie die beiden Zeichen ñ und ü verwendet. In älteren Wörterbüchern finden sich auch das ch und ll noch als eigenständige Buchstaben.

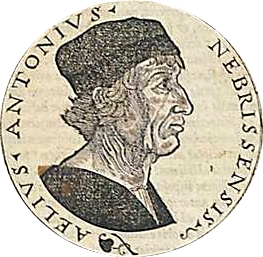
Porträt des Antonio de Nebrija

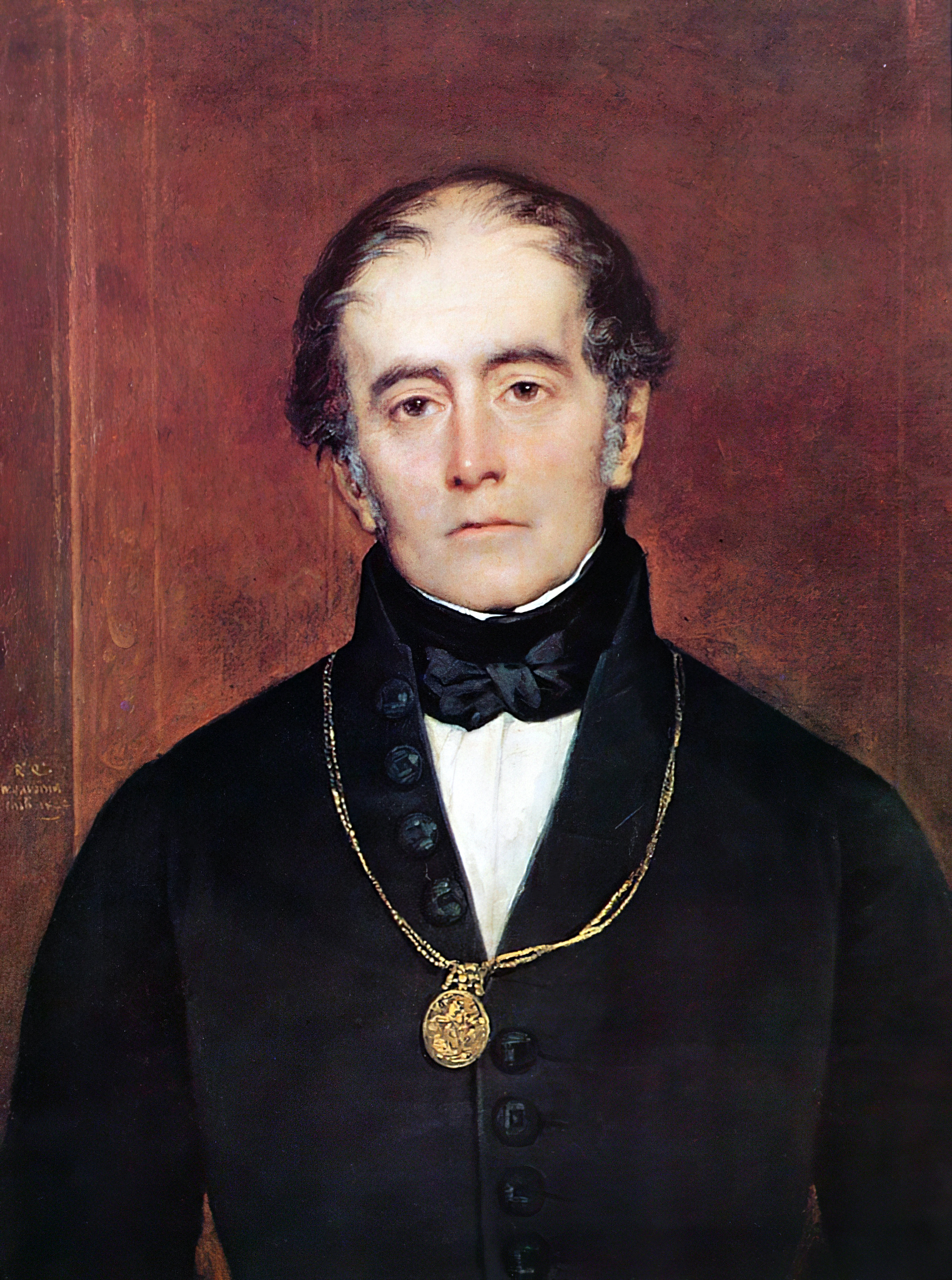
Andrés Bello

## Geschichte und Hintergrund zur kastilischen Sprache
Am Ende der Punischen Kriege versuchte das Römische Reich, mit dem Sieg über Karthago seinen Einfluss vom Nordosten Hispaniens aus über die ganze iberische Halbinsel schrittweise auszubauen. Die römische Militärpräsenz einerseits und der Ausbau der römischen Verwaltungsstrukturen andererseits führten dazu, dass sich die lateinische Sprache fast in der ganzen iberischen Einflusssphäre verbreitete. Latein wurde zur Amtssprache und dadurch zur dominierenden Verkehrssprache im westlichen Mittelmeerraum. Sodann entwickelte sich ein regionales Volkslatein, sermo vulgaris oder Vulgärlatein, das in der römischen Kaiserzeit von Militärpersonen, den Legionären, aber auch Händlern, Einwanderern aus anderen römischen Provinzen sowie administrativem Personal, den Beamten, gesprochen wurde, sich jedoch vielfach im Hinblick auf phonetische, syntaktische, morphologische und lexikalische Strukturen von der lateinischen Schrift- und Hochsprache unterschied. Dennoch stellte diese verwendete Umgangssprache keine fest umrissene Sprache mit einer definierten Struktur dar.

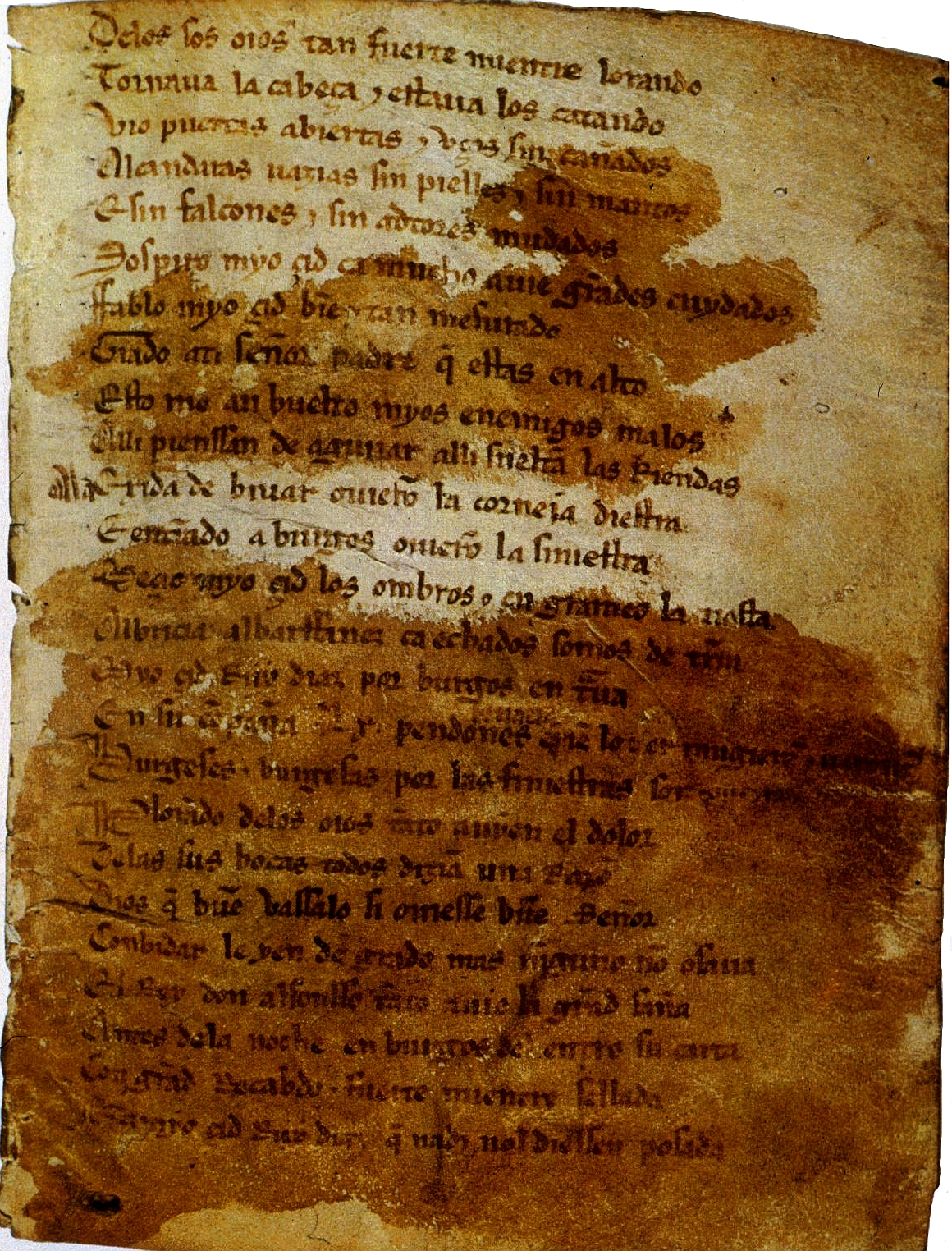
Eine Seite aus der Historia Roderici, in welcher die Taten von El Cid erzählt werden

In der Spätantike führten politische, ökonomische und demografische Veränderungen zum Untergang des Römischen Reiches. Im Jahr 395 wurde es in einen Ostteil (Byzantinisches Reich) und einen Westteil (einschließlich der Iberischen Halbinsel) geteilt, und nahezu gleichzeitig setzte die Völkerwanderung ein, die zum raschen Verfall des weströmischen Reiches beitrug. Auf der Iberischen Halbinsel etablierte sich als Ergebnis der Zuwanderung germanischer Bevölkerungsteile vorübergehend das Westgotenreich, das jedoch in wenigen Jahren zwischen 711 und 719 von aus Nordafrika kommenden muslimischen Eroberern (Arabern und Berbern) zerstört wurde. Nur der Nordrand der Iberischen Halbinsel blieb von der islamischen Expansion fast gänzlich unberührt, und hier bildeten sich neue, überwiegend christliche Herrschaftsgebiete, die im Laufe der folgenden Jahrhunderte die südlich anschließenden Territorien „zurückeroberten“ (Reconquista).
Dabei übte die westgotische Kultur weit weniger Einfluss auf die romanischen Sprachen der Halbinsel aus als später das Arabische. Im Herrschaftsgebiet der Muslime bildete sich aus dem Vulgärlatein die mozarabische Sprache, die infolge der Reconquista von den sich am Nordrand der Halbinsel ausbildenden romanischen Sprachen (Galicisch, Kastilisch, Katalanisch etc.) verdrängt wurde. Nach dem 15. Jahrhundert dürfte sie gänzlich verschwunden sein.
Mit der Reconquista breiteten sich die Sprachen des Nordens im Süden der Iberischen Halbinsel aus, besonders erfolgreich waren das Kastilische im Zentrum sowie das Galicische im Westen (siehe auch Alfons VI.), aus denen das heutige Spanisch und Portugiesisch hervorgingen. Am Ostrand konsolidierte sich das Katalanische, während die weiteren romanischen Sprachen der Halbinsel (Aragonesisch, Asturisch-Leonesisch) nahezu verschwunden sind.
Das erste bekannte schriftliche in einer romanischen Sprache verfasste Dokument aus Spanien stammt von einem Mönch im Kloster San Millán de la Cogolla: Die Glosas Emilianenses, ursprünglich in lateinischer Sprache geschrieben, erschienen 964 auf West-Aragonesisch (auch Navarro-Aragonesisch genannt), das eng mit dem Kastilischen verwandt ist.
Zu Beginn des 12. Jahrhunderts entstand die Historia Roderici, die die Taten von El Cid zunächst auf Latein erzählte. Später erschien im Jahr 1235 ein handschriftliches und im Altspanischen geschriebenes Epos, El Cantar de Mio Cid.
Anschließend kam mit Alfonso X. (dem Weisen) ein vielseitig gebildeter Monarch an die Macht, der sich schon vor seiner Inthronisation durch das Verfassen von Texten auszeichnete. Während seiner Herrschaft vollendete er sein umfangreiches Gesamtwerk mit Themen zu Wissenschaft (Astronomie), Geschichte und Recht. Er war als intellektueller Angelpunkt für die Konsolidierung der spanischen Sprache sowie deren Emanzipation vom Lateinischen bzw. Vulgärlateinischen die herausragende Person im 13. Jahrhundert.
Zur Zeit der katholischen Könige entstanden mit dem bekannten lateinisch-spanischen Wörterbuch Universal vocabulario en latín y en romance (1490) durch Alfonso Fernández de Palencia eine Reihe von Wörterbüchern. De Palencia stützte sich dabei auf das lateinisch-lateinische Wörterbuch Elementarium Doctrinae Rudimentum des aus Italien stammenden Papias, welches um die Jahre 1040 bis 1050 entstanden war, und fügte dem lateinischen Lexikon kastilische Ausdrücke hinzu.
Im Jahre 1492 erschien von Antonio de Nebrija die Gramática de la lengua castellana („Grammatik der kastilischen Sprache“). Nebrijas Grammatik war die erste gedruckte Grammatik einer romanischen und nichtklassischen Sprache. Der in Chile lehrende Dichter und Gelehrte Andrés Bello beschäftigte sich intensiv sprachwissenschaftlich. Seine Befürchtung war, die spanische Sprache könnte in den nun unabhängigen Ländern Hispanoamerikas eine ähnliche Entwicklung nehmen wie das Lateinische mit seiner Zersplitterung in die verschiedenen romanischen Sprachen. Sein erklärtes Ziel war demnach, mit seiner Grammatik zur Einheit der spanischen Sprache in Lateinamerika beizutragen.
Esteban de Terreros y Pando, ein jesuitischer spanischer Philologe und Lexikograph während der Zeit der Aufklärung, erstellte ein kastilisches Wörterbuch, das Diccionario castellano con las voces de ciencias y artes, dessen erster Band 1786 gedruckt wurde.
Die Real Academia Española ist seit dem Jahr 1713 die maßgebliche Institution für die Pflege der spanischen Sprache. Ein Gründungsdirektor war Juan Manuel Fernández Pacheco. Regelmäßig erscheinen unter dem Dach ihres Hauses Wörterbücher, Grammatiken und orthographische Wörterbücher. Die Akademie stellt eine der wichtigsten Quellen der spanischen Sprachgeschichte dar. Ihre Vorgaben sind im Schulunterricht und Behördengebrauch Spaniens und der Spanisch sprechenden Länder Amerikas verbindlich. In der Umgangssprache wird sie ohne den Zusatz Española häufig Real Academia de la Lengua („Königliche Akademie für Sprache“) genannt. 1771 wurde die erste Grammatik der Akademie veröffentlicht.

### Ursprung und Name
Das Spanische respektive Kastilische entwickelte sich aus einem im Grenzgebiet zwischen Cantabria, Burgos, Álava und La Rioja gesprochenen lateinischen Dialekt zur Volkssprache Kastiliens (die geschriebene Sprache blieb dagegen lange das Lateinische). Davon wurde dann der Name castellano (Kastilisch) abgeleitet, der sich auf den geographischen Ursprung der Sprache bezieht.
Die andere Bezeichnung, español (spanisch), stammt von der mittelalterlichen lateinischen Bezeichnung Hispaniolus beziehungsweise Spaniolus (Diminutiv von „Spanisch“) ab. Ramón Menéndez Pidal befürwortet eine weitere etymologische Erklärung: Die klassische Form hispanus oder hispanicus habe im Vulgärlateinischen das Suffix -one erhalten (wie etwa in den Begriffen bretón (Bretonisch), frisón (Friesisch) usw.) und sich von hispanione zum altkastilischen españón gewandelt, „das sich durch die Dissimilation der beiden Nasale bald zu español weiterentwickelte, mit der Endung -ol, das nicht gebraucht wird, um Nationen zu bezeichnen“.
Historische und sozioökonomische Entwicklungen und seine weit verbreitete Verwendung als Verkehrssprache machten das Kastilische zur Lingua franca der gesamten iberischen Halbinsel in Koexistenz mit anderen dort gesprochenen Sprachen: Man vermutet, dass gegen Mitte des 16. Jahrhunderts bereits etwa 80 % der Spanier Kastilisch sprachen.
Durch die Eroberung Amerikas, das als Privatbesitz in den Händen der kastilischen Krone war, dehnte sich die spanische Sprache über den halben Kontinent aus, von Kalifornien bis Feuerland.

### CastellanooderEspañol?
In spanischsprachigen Ländern finden sich für das Hochspanische die Begriffe español und castellano parallel, während in nichtspanischsprachigen die Sprache fast ausschließlich als „Spanisch“ (englisch Spanish, französisch espagnol, italienisch spagnolo, arabisch لغة إسبانية, DMG luġa isbāniyya etc.) bezeichnet wird.
In Südamerika wird tendenziell castellano bevorzugt, wohingegen in Mittelamerika, Mexiko und den USA eher español gebräuchlich ist. Die Verfassungen von Spanien, Bolivien, Ecuador, El Salvador, Kolumbien, Paraguay, Peru und Venezuela verwenden den Begriff castellano; Guatemala, Honduras, Kuba, Mexiko, Nicaragua und Panama español. In Spanien sind beide Bezeichnungen üblich. Die Real Academia Española empfiehlt außer in Situationen, in denen es gerade um die Unterscheidung zu den anderen in Spanien vorkommenden eigenständigen Sprachen (Katalanisch, Baskisch, Galicisch etc.) geht, die Verwendung von español.
Der Begriff castellano wird darüber hinaus auch als Benennung für den im Mittelalter in Kastilien gesprochenen romanischen Dialekt (aus dem das moderne Spanisch hervorgegangen ist) und für den heutzutage in dieser Region gesprochenen Dialekt verwendet. In Spanien ist die Entscheidung für die Verwendung des einen oder anderen Begriffs gelegentlich politisch motiviert.

## Verbreitung
Spanisch wird von gegenwärtig (2023) um die 559 Millionen Menschen als Muttersprache gesprochen und ist damit nach Chinesisch die am zweitweitesten verbreitete Muttersprache und nach Englisch die zweitweitest verbreitete Weltsprache im engeren Sinne von deren Definition.
Inklusive Zweitsprachler beläuft sich die Sprecherzahl (2017) auf 512 bis 572 Millionen Damit nimmt Spanisch – nach Englisch, Mandarin und Hindi – den vierten Platz der weltweit meistgesprochenen Sprachen ein.
Die meisten Personen mit Spanisch als Muttersprache leben in Mexiko (132 Millionen), Kolumbien (52,7 Millionen), Spanien (49 Millionen) und Argentinien (46,45 Millionen). In den Vereinigten Staaten leben (Stand 2024) rund 41,9 Millionen Muttersprachler, damit liegen die USA nach  weltweit an fünfter Stelle. Illegal Eingewanderte sind dabei nicht mitgezählt.
Obwohl die Sprache in keinem Bundesstaat Amtsstatus hat, liegt die Zahl der Sprecher in einigen US-Bundesstaaten des Südwestens wie in New Mexico oder Kalifornien, aber auch in Texas bei über 30 %. In Belize (> 55 % im Jahr 2010 gegenüber 46 % im Jahr 2000), Marokko (knapp 5 % im Jahr 2017), Westsahara sowie in Trinidad und Tobago wird Spanisch von einem großen Bevölkerungsanteil gesprochen. Einer Studie von 2015 zufolge (Ethnologue 2015) steht das Spanische mit 399 Millionen Muttersprachlern an zweiter Stelle hinter Mandarin. In portugiesischsprachigen Ländern wie Portugal und Brasilien wird das Spanische aufgrund der sprachlichen Nähe oft verstanden, auch wenn die Portugiesischsprecher die Sprache selbst nicht sprechen. Umgekehrt ist das Portugiesische für nicht sprachkundige Spanischsprecher wegen seiner phonetischen Eigenheiten allerdings kaum verständlich. In sprachlichen Kontaktzonen in Südamerika sind Mischdialekte entstanden, die teils als „Portuñol“ bezeichnet werden.
Mit über 21 Millionen Lernenden ist Spanisch nach Englisch außerdem (zusammen mit Französisch und Mandarin) die weltweit am zweithäufigsten erlernte Fremdsprache. Als supranationale Amts- bzw. Arbeitssprache dient Spanisch in der Europäischen Union, in der Afrikanischen Union, in der Organisation Amerikanischer Staaten, in der Gemeinschaft der Lateinamerikanischen und Karibischen Staaten, in der Union Südamerikanischer Nationen, im Zentralamerikanischen Integrationssystem sowie bei den Vereinten Nationen.

## Institutionen zur Sprachpflege des Spanischen
In der Verfassung des Königreichs Spaniens vom 29. Dezember 1978 wird im Art. 3 folgender Wortlaut wiedergegeben:
(1) Das Kastilische ist die offizielle spanische Sprache des Staates. Alle Spanier haben die Pflicht, sie zu beherrschen, und das Recht, sie zu benutzen.
(2) Die anderen spanischen Sprachen sind in den jeweiligen Autonomen Gemeinschaften ebenfalls Amtssprachen, soweit ihre Autonomiestatute dies bestimmen.
(3) Der Reichtum Spaniens an sprachlicher Vielfalt ist ein Kulturgut, das Gegenstand besonderer Achtung und besonderen Schutzes ist.
In einem Grundsatzurteil hat das spanische Verfassungsgericht Tribunal Constitucional hierzu entschieden: Nach Absatz 1 kann sich jeder Bürger im Verkehr mit jeder öffentlichen Institution (unabhängig davon, ob sie in Trägerschaft des Staates, einer Autonomen Gemeinschaft, einer Provinz oder einer Kommune steht) des Kastilischen bedienen und hat Anspruch darauf, dass ihm in dieser Sprache geantwortet wird. Umgekehrt folgt nach Absatz 2 aus der Statuierung einer zusätzlichen regionalen Amtssprache, dass dies dann nicht nur für die Behörden der Autonomen Gemeinschaft selbst, sondern auch für die staatlichen Behörden in dieser Region gilt. Mit anderen Worten: So wie es regionalen Behörden verwehrt ist, das Kastilische nicht zu akzeptieren, ist es den staatlichen Institutionen in den Regionen (wie Gerichten, der Policía Nacional oder der Guardia Civil) verboten, die jeweilige regionale Amtssprache nicht zu akzeptieren.
Im Königreich Spanien ist die Real Academia Española (RAE) für die Pflege der spanischen Sprache maßgeblich. Ihre 46 Mitglieder sind auf Lebenszeit berufene bekannte Autoren des Landes. Sie kooperiert mit den entsprechenden Akademien der anderen spanischsprechenden Länder in der Asociación de Academias de la Lengua Española. Die Asociación de Academias de la Lengua Española wurde 1951 in Mexiko gegründet, hat ihren Sitz jedoch in Madrid. Sie umfasst 22 bestehende nationale Akademien der spanischen Sprache unter der Führung der Real Academia Española. Hierin zeigt sich, dass Spanisch eine plurizentrische Sprache ist.
Das Instituto Cervantes wurde 1991 vom spanischen Staat mit dem Ziel gegründet, die spanische Sprache zu fördern und zu verbreiten sowie die Kultur Spaniens und aller spanischsprachigen Länder im Ausland bekannt zu machen.
Die Vereinigung Asociación para la Enseñanza del Español como Lengua Extranjera (ASELE) ist eine am 30. Januar 1987 in Madrid von Fachleuten gegründeter Verband zur Förderung der spanischen Sprache für Nicht-Muttersprachler.
Das Instituto Caro y Cuervo, es wurde im Jahre 1942 per Gesetz gegründet, ist ein kolumbianisches Forschungsinstitut für spanische Literatur, Philologie und Linguistik mit Sitz in Bogotás Stadtbezirk La Candelaria.

## Sprachgeschichtliche Entwicklung
Das Spanische lässt sich ungefähr in folgende Entwicklungsabschnitte (Sprachstufen) unterteilen:
- Ursprünge des Spanischen (orígenes de español), bis 1200,
- Altspanisch (español medieval), von 1200 bis 1450,
- Mittelspanisch (español clásico), von 1450 bis 1650,
- Neuspanisch (español moderno oder español contemporáneo), seit 1650.

In diesen Perioden und deren Vorfeld unterlag es mehreren Beeinflussungen. Teilweise wird die Kategorie des vorklassischen Spanisch (español preclásico), von 1500 bis 1560, ergänzt.

### Baskische Einflüsse in der spanischen Sprache
Das Baskische ist, so der aktuelle Forschungsstand, mit keiner anderen bekannten Sprache bewiesenermaßen genetisch verwandt. Es ist eine sogenannte isolierte Sprache. Baskisch konnte sich im westlichen Pyrenäengebiet Spaniens (in den Autonomen Gemeinschaften Baskenland und Navarra) und Frankreichs (französisches Baskenland) über Jahrtausende gegen verschiedene indogermanische Sprachen behaupten, darunter das Keltische, das Lateinische und die heutigen romanischen Sprachen. Inwieweit seine ursprüngliche Ausdehnung auf der iberischen Halbinsel aussah, bleibt hypothetisch. Das Baskische ist der einzige sprachliche Überrest aus jener Epoche. Einige Einflüsse scheinen die romanischen Sprachen geprägt zu haben, so etwa, dass die zwei benachbarten romanischen Sprachen, das Spanische, aber stärker noch die südwestokzitanische Regionalsprache Gaskognisch, eine Reduktion des lateinischen „f“ zu „h“ aufweisen, das in der spanischen Hochsprache heute verstummt ist. Dieses Phänomen wird auf den Einfluss des Baskischen zurückgeführt, zum Vergleich der spanische Ortsname Fuenterrabia, baskisch Hondarribia, hoch-aragonisch Ongotituero. Weitere Beispiele für diesen Ersatz des anlautenden „[f]“ durch „[h]“, das jedoch im weiteren Verlauf ganz wegfiel, sind etwa farina → harina, factus → hecho, filius → hijo, furnus → horno, ferrum → hierro.
Das Baskische ist ein Adstrat, denn keine der Sprachen wurde aufgegeben.

### Keltiberisch-vorromanischer Einfluss

Rekonstruierte Sprachräume um 300 v. Chr.

Die ältesten historisch ermittelten Bewohner der Iberischen Halbinsel waren die Iberer (Iberische Sprache). Um 600 v. Chr. wanderten keltische Stämme (Keltische Sprachen) über die Pyrenäen ein, die sich daraufhin mit den Iberern zu den Keltiberern vermischten.
Gibt eine Bevölkerung unter dem Einfluss einer neuen Sprache die eigene nach einer Periode der Zweisprachigkeit zu Gunsten der prestigeträchtigeren neuen Sprache auf, wirken sich dennoch Sprechgewohnheiten auf diese aus. Man bezeichnet die aufgegebene Sprache dann als Substrat.
Das Keltiberische wirkte sich nach Übernahme des Lateinischen wie folgt aus:
1. Sonorisierung der intervokalischen Verschlusslaute „[p]“, „[t]“, „[k]“ zu „[b]“, „[d]“, „[g]“ (amica → amiga / apotheca → bodega).
2. Lenisierung des Nexus „[kt]“ über „[çt]“ zu „[it]“. Im Kastilischen entwickelte sich der Nexus weiter. Das „t“ wurde durch vorangehenden Palatal ebenfalls palatalisiert. Daher noctem → noche.

### Latein als Grundlage

Römische Eroberung der Iberischen Halbinsel, 218–19 v. Chr.

Im 3. Jahrhundert v. Chr. begannen die Römer mit der Eroberung der Iberischen Halbinsel. Zu jener Zeit wurden hier unter anderem Iberisch, Keltiberisch, Baskisch, Tartessisch, Lusitanisch sowie vor allem in Küstenorten Punisch und Griechisch gesprochen. Seit Kaiser Augustus befand sich die gesamte Halbinsel in römischer Hand.
Durch eine starke Militärpräsenz und durch zahlreiche römische Beamte verbreitete sich die lateinische Sprache sehr schnell. Latein wurde so über den Weg des Vulgärlateins zu der kulturbestimmenden Umgangssprache, welche die ursprünglichen iberischen Sprachen allmählich zurückdrängte. Einzig in den westlichen Pyrenäen stieß das Lateinische auf stärkeren Widerstand, sodass die Ursprache Baskisch dort erhalten blieb.

### Germanischer Einfluss
Als die Westgoten 414 in Spanien einfielen, wurde bereits auf der gesamten Halbinsel Latein mit lokaler Färbung gesprochen. Obwohl die Westgoten die darauffolgenden drei Jahrhunderte Spanien beherrschten, beeinflussten sie Sprache und soziales Leben lediglich in geringem Maße (nur etwa zwei bis drei Prozent der Bevölkerung waren Goten). Ein Grund dafür, dass sich Romanen und Goten nicht vermischten, war hauptsächlich religiöser Natur: Die Romanen waren Katholiken, die Goten Arianer. Nachdem im Jahr 589 König Rekkared I. mit seinem Volk zum Katholizismus übertrat, verschwand das Gotische bald vollkommen.
Dennoch gibt es einige Wörter im Spanischen, die germanischen Ursprungs sind (z. B. ganso). Man nimmt aber an, dass diese nicht durch die Goten, sondern schon vorher durch die Römer, die in Gallien mit germanischen Stämmen in Berührung gekommen waren, nach Spanien gebracht wurden.
Auf die Sprache der Westgoten geht wahrscheinlich auch die Endung -ez vieler heutiger spanischer Familiennamen zurück (siehe Patronym). Sie hatte die Bedeutung „Sohn von“ (vgl. isl. -son), so war Rodríguez der Sohn von Rodrigo (Roderich). Beispielhaft sind die Könige von Navarra aus dem Haus Jiménez von 905 bis 1076: Auf den Begründer der Dynastie Sancho I. Garcés folgten nacheinander García I. Sánchez, Sancho II. Garcés, García II. Sánchez, Sancho III. Garcés, García III. Sánchez und Sancho IV. Garcés, wobei der Nachfolger jeweils der Sohn des Vorgängers war.

### Arabischer Einfluss
Einen dauerhafteren Einfluss auf das Vokabular des Spanischen hatten die maurischen Eroberer, die 711 von Afrika aus ihre Expansion nach Osten und Norden der Halbinsel begannen. Sie besetzten die ganze Iberische Halbinsel mit Ausnahme des Kantabrischen Gebirges, wo Gruppen der christlichen Urbevölkerung Zuflucht suchten und von wo die spätere Rückeroberung („Reconquista“) ausging.
Als im Jahr 1492 diese Rückeroberung mit dem Fall von Granada abgeschlossen war, waren bis dahin viele arabische Wörter in das Spanische gelangt. Viele dieser Wörter kamen ursprünglich gar nicht aus dem Arabischen, sondern aus anderen Sprachen und wurden nur über das Arabische vermittelt. Nach Auswertung des Wörterbuches der Real Academia Española von 1995 enthält das heutige Spanisch noch 1285 Entlehnungen aus dem Arabischen, die „Arabismen“. Somit ist das Spanische die romanische Sprache mit den meisten arabischen Lehnwörtern.
Es handelt sich dabei nicht nur um Kulturbegriffe, sondern auch um Bezeichnungen für Begriffe des alltäglichen Lebens, z. B. aceite „Öl“, aceituna (auch: oliva) „Olive“, alfombra „Teppich“. Auch azafata („Flugbegleiterin“, das Wort wurde reaktiviert) ist arabischen Ursprungs. Das Wort ojalá („hoffentlich“) ist eine hispanisierte Form der arabischen Redewendung Inschallah (ان شاء الله) und bedeutet eigentlich „So Gott will“.
Arabische Lehnwörter und ihre Ableitungen finden sich in den folgenden Wortschatzbereichen: Verwaltung und Staatswesen, Heerwesen, Münzprägung, Naturwissenschaften, Landwirtschaft (Ackerbau, Bewässerungsanlagen), Hausrat, Kleidung, Speisen, Flora und Fauna sowie weiteren. Ein beträchtlicher Teil dieser Wörter stammt ursprünglich aus dem Persischen, dem Aramäischen, aus indischen Sprachen (z. B. ajedrez aus čaturaṅga, über das persische chatrang und das arabische shatranj), dem Griechischen (z. B. guitarra über arabisch qiθārā, aus griechisch κιθάρα) oder sogar dem Lateinischen (z. B. alcázar aus lateinisch castra) und ist nur mittels des Arabischen und in arabischer Form ins Spanische gelangt.
Im Gegensatz zu anderen Sprachen, die bei der Übernahme arabischer Wörter den arabischen Artikel al (ال) abtrennten, findet sich in vielen Lehnwörtern im Spanischen jenes al wieder, etwa bei „Zucker“ (spanisch azúcar, italienisch zucchero, arabisch السكر as-sukkar – hier wird das ﻝ (l) des Artikels assimiliert).

### Amerikanisch-indigene Einflüsse

EU-weite Spanischkenntnisse (laut Eurobarometer 2006)

Vor allem die lateinamerikanischen Dialekte des Spanischen enthalten eine Vielzahl von Ausdrücken indigener Sprachen.
Wortbeispiele:
| - el aguacate oder la palta (die Avocado) - el ají (die scharfe Paprika, Chilischote) - la batata (die Wade) - el batey (das Dorf) - el bohío (die Schilfhütte) - el bohuco (die Rank- oder Schlingpflanze) - el cacique (der Kazike, Häuptling) - el caimán (der Kaiman, das Krokodil) - la canoa (das Kanu) - el casabe (das Fladenbrot) - el cayo (die kleine Insel) - el cayuco (das Boot) - la chacra (das kleine Landgut) | - el cocote (der Nacken) - el conuco (der Garten) - la guayaba (die Guave) - el huracán (der Hurrikan, Wirbelsturm) - la lambí (die Flügelschnecke) - el maíz oder el choclo (der Mais) - el manatí (die Seekuh) - el maní oder el cacahuate (die Erdnuss) - la papa (die Kartoffel) - la sabana (die Ebene) - el tabaco (der Tabak) - el tiburón (der Hai) - la yuca (die Maniokpflanze, -frucht) |

### Inneriberische Einflüsse bis zum Spanischen heute
Aus dem nichtklassischen Vulgärlatein entwickelten sich mit der Zeit unter verschiedenen geographischen und ethnographischen Einwirkungen unterschiedliche romanische Dialekte. Einer dieser Dialekte, das Kastilische, entstand in einer schwach romanisierten Gegend Nordspaniens, im Grenzgebiet der heutigen spanischen Provinzen Burgos, La Rioja, Vizcaya und Álava. Dieser Dialekt Altkastiliens zeichnet sich dadurch aus, dass er stärker von den vorromanischen Sprachen geprägt war und später durch politische Umstände zur Schrift- und Nationalsprache Spaniens wurde.
Es waren namentlich die Grafen Altkastiliens, die in andauernden Kämpfen gegen die Araber ihr Staatsterritorium nach Süden hin erweiterten. Im Verlauf dieser Reconquista-Bewegung schob sich das Altkastilische wie ein Keil in den übrigen romanischen Sprachraum hinein und drängte die anderen Sprachformen an die westliche (Asturisch-Leonesisch und Galicisch, aus dem sich später Portugiesisch entwickelte) und östliche (Aragonesisch, Katalanisch) Peripherie des Landes ab, wodurch sich der Bereich der kastilischen Sprache enorm vergrößerte. In den von den Mauren eroberten Gebieten verdrängte sie danach das Arabische und das Mozarabische (romanische Dialekte, die in den maurisch beherrschten Ländereien von den Christen artikuliert, aber in arabischer Schrift geschrieben wurden).
In der zweiten Hälfte des 11. Jahrhunderts wurde Kastilien zum Königreich ausgerufen und Toledo 1085 zur Hauptstadt bestimmt. Daraufhin etablierte sich die kastilische Mundart zur Hof- und Umgangssprache des jungen Königreichs, weshalb das gegenwärtige Spanisch toledanische Färbung innehat. Von sprachpolitischer Bedeutung sind die Reformen Ferdinands III. (1217–1252) und Alfons X. (1252–1282), durch die das Lateinische in seiner urkundlichen Benutzung abgeschafft wurde und das Kastilische dessen Funktion übernahm. Während des ausgehenden Mittelalters verbreitete sich dann das Kastilische nicht nur als Schriftmedium, sondern auch verbal außerhalb Kastiliens.
Im Jahr 1713 entstand nach französischem Vorbild schließlich die Real Academia de la Lengua, die als anerkannte Autorität in Sprachfragen gilt. Zwischen 1726 und 1739 wurde das Diccionario de Autoridades herausgegeben und im Jahr 1771 erschien die erste Grammatik. Heute gibt die Akademie in Zusammenarbeit mit den Sprachakademien der anderen spanischsprachigen Länder unter anderem das Wörterbuch Diccionario de la Lengua Española und das umfangreiche Grammatikwerk Nueva Gramática de la Lengua Española heraus.

## Rechtschreibung
Die Rechtschreibung des Spanischen verfolgt das Ideal, Laut für Laut das gesprochene Wort nachzubilden. So werden häufig übernommene Fremdwörter in ihrer Schreibung derart angepasst, dass sich die Aussprache wieder automatisch ergibt (Beispiele: englisch bacon wird zu spanisch beicon oder englisch football wird zu spanisch fútbol). Bei den lateinamerikanischen Varianten gilt dies nur mit Einschränkungen (teilweise werden Buchstaben anders ausgesprochen, wenn das Wort indianischen Ursprungs ist, besonders ll und x).
Die Rechtschreibung des Spanischen ist heutzutage so normiert, dass Lernende – mit Ausnahme weniger Fremdwörter wie chalet, zu denen es meist auch eine alternative Form (chalé) gibt, immer von der Schreibung auf die Aussprache schließen kann. Dies funktioniert allerdings nur in eine Richtung. Durch Dopplungen in der Repräsentation von Lauten im Buchstabensystem kann nicht automatisch von der Aussprache auf die Schreibung eines Wortes geschlossen werden. So kann der Laut [k] im Spanischen durch die Buchstaben ⟨c⟩, ⟨k⟩, ⟨q⟩ und die Buchstabenverbindung ⟨qu⟩ im Schriftsystem repräsentiert werden.
Im Spanischen wird der Akut (á é í ó ú), sowie das Trema (antigüedad) verwendet (zum Akut: siehe Hauptartikel Wortbetonung in der spanischen Sprache). Das Trema, das im Spanischen nur auf den Buchstaben ‹u› gesetzt wird, darf von deutschen Muttersprachlern nicht als eine Repräsentation des Phonems /y/ wahrgenommen werden, da dieses Phonem im Spanischen nicht existiert. Stattdessen wird ein stummes „u“ in der Verbindung ‹gue-› und ‹gui-› durch das Setzen des Tremas wieder ausgesprochen. Das ‹u› ist in den genannten Kombinationen im Normalfall stumm, da die Kombinationen ‹ge› und ‹gi› als [xe] und [xi] gesprochen werden. Damit ‹g› wieder seinen Lautwert [g] bzw. [ɣ] erhält, wird ein (stummes) ‹u› eingefügt. Als Zeichen, dass das ‹u› wieder gesprochen wird, muss deshalb ein Trema gesetzt werden. Das Trema wird dann nicht gesetzt, wenn das ‹ú› einen Akut enthält, da die Kennzeichnung dann durch den Akut, der die betonte Silbe anzeigt, vorliegt (z. B. ambigüedad aber ambigúes). In poetischen Texten wird das Trema auch auf andere Vokale gesetzt, um anzuzeigen, dass ein Hiat gesprochen werden muss; dies passiert selbst dann, wenn die Standardlautung eigentlich ein Diphthong wäre. Diese Funktion wird im Spanischen im Normalfall ebenfalls vom Akut, und nicht vom Trema, übernommen, was am Wort ‹país› „Land“ sichtbar wird.

### ¿ und ¡
Ein besonderes Merkmal der spanischen Sprache ist es, Fragen und Ausrufesätze mit dem ¿ (signo de interrogación) bzw. dem ¡ (signo de exclamación, manchmal auch signo de admiración) einzuleiten. Dies geschieht sonst nur in der asturischen und der galicischen Sprache. Das Fragezeichen wurde von der Real Academia Española 1754 in der zweiten Edition der Orthografie eingeführt.

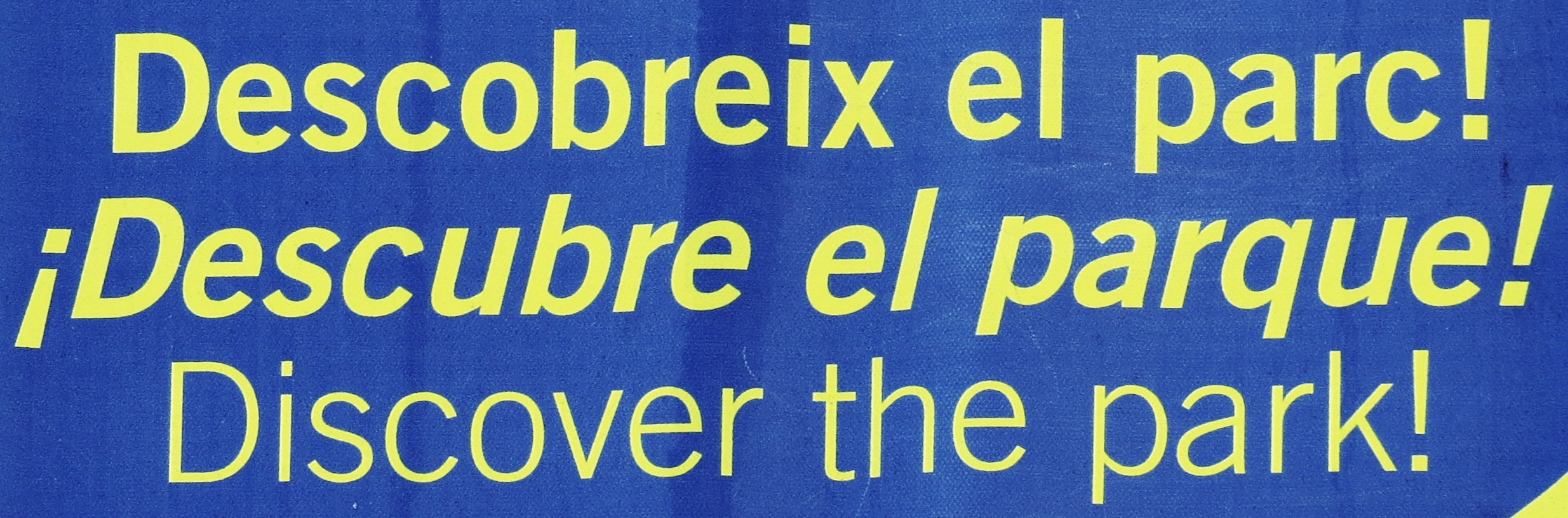
Dreisprachige Werbetafel in Barcelona (Detail). Das öffnende Ausrufezeichen wird nur im Spanischen verwendet, nicht in der Regionalsprache (Katalanisch).

Beispiele
- El español es muy fácil, ¿verdad?

¡Por supuesto!
Spanisch ist sehr leicht, stimmt’s?
Auf jeden Fall!
- ¡Hola! ¿Cómo estás?

Bien, ¿y tú?
Hallo! Wie geht’s?
Gut, und dir?
Das umgekehrte Ausrufezeichen „¡“ für die spanische Sprache liegt in ISO 8859-1 und Unicode auf Code 161 (U+00A1) und lässt sich unter Windows auf jeder Tastatur über Alt + 173 auf dem Nummernblock beziehungsweise Alt + 0161 erzeugen. Bei einem Macintosh wird dieses durch Alt + 1/! erzeugt, unter Linux/X11 durch ⇧ + Alt Gr + 1/!.
Ein umgedrehtes, kopfstehendes Fragezeichen „¿“ kann wie folgt eingegeben werden; unter Windows mit deutscher Belegung mittels der Tastenkombination Alt+168 dabei müssen zwingend die Ziffern des sog. Ziffernblocks benutzt werden oder Alt+0191. Auf dem Macintosh wird es durch Alt + ß/? erzeugt, unter Linux mit ⇧ + Alt Gr + ß/?.
Die Zeichen wurden von der Real Academia Española eingeführt, da im Spanischen die Syntax des Frage- und Imperativsatzes der Syntax des Aussagesatzes gleicht. In der gesprochenen Sprache wird die Frage durch steigende Intonation zum Ausdruck gebracht. So können vor allem Missverständnisse beim (Vor-)Lesen verhindert werden, da Sprecher sonst zu spät erkennen könnten, dass es sich um eine Frage handelt. Entsprechend können sie durch ein einführendes „¿“ beim Lesen ihre Satzmelodie rechtzeitig anpassen. Die Zeichen stehen demnach für eine rechtzeitige Kennzeichnung der verschiedenen Satzarten und vor allem des Fragesatzes, wie sie im Englischen durch die do-Umschreibung, im Französischen durch den Partikel est-ce que ... oder im Deutschen durch die Inversion der Stellung von Subjekt und konjugiertem Verb ausgedrückt werden:
- Spanisch: ¿Quieres comer algo? (steigende Satzmelodie als Indikator in der gesprochenen Sprache; der Aussagesatz würde ebenfalls Quieres comer algo lauten.)
- Englisch: Do you want to eat something? (do-Umschreibung)
- Deutsch: Willst du etwas essen? (Inversion von Subjekt und konjugiertem Verb)
- Französisch: Est-ce que tu veux manger quelque chose? (Umschreibung mit est-ce que)

Die Zeichen werden erst dann gesetzt, wenn die wirkliche Frage beginnt: María, ¿quieres comer algo?; andere, nicht zur Frage gehörende Partikel werden nicht von den Zeichen umschlossen. Die Ausrufezeichen können bis zu dreimal gesetzt werden, um eine Emphase zu erzeugen (¡¡¡Qué vergüenza!!!). Die Fragezeichen werden zur Erzeugung der Emphase mit den Ausrufezeichen kombiniert und nicht mehrfach gesetzt. Kombinationen sollten laut der RAE sowohl die Öffnungs- als auch die Schlusszeichen enthalten (¡¿Qué estás haciendo?! oder ¿¡Qué estás haciendo!?), können aber auch einzeln verwendet werden: ¿Qué estás haciendo! oder ¡Qué estás haciendo?
Vereinzelt dürfen die Zeichen auch ohne die Öffnungszeichen verwendet werden. Dies ist nicht der Fall, wenn der Stil anderer Sprachen imitiert werden soll. In den meisten Fällen handelt es sich hierbei um den Ausdruck von Zweifel, Überraschung oder Ironie:
- Ha terminado su carrera con 40 años y está tan orgulloso (!).
- Es algo positivo (?) que tengamos un trabajo seguro, ¿no?[45]

### Nutzung der Anführungszeichen
Die RAE empfiehlt, in gedruckten Texten die doppelten französischen Anführungszeichen «» zu verwenden. Diese sollen an erster Stelle stehen. Werden innerhalb eines in Anführungszeichen gesetzten Textes Zitate eingebunden oder anderweitig Anführungszeichen benötigt, werden die englischen doppelten Anführungszeichen “ ” verwendet. Danach folgen die einfachen englischen Anführungszeichen ‘ ’. Die deutschen Anführungszeichen mit dem Öffnungszeichen unten „ “ werden im Spanischen nicht verwendet.
Im Spanischen folgen Punkt, Komma, Strichpunkt und Doppelpunkt auf das Schlusszeichen:
- Él dijo: «Dame el libro que se llama “Diccionario”», pero no se lo di.
- Sus palabras eran: «Lo voy a hacer»; pero al final no lo hizo.

In Kombination mit anderen Zeichen, die Äußerungen umschließen wie die doppelten Frage- und Anführungszeichen ¿? ¡! wird eine Spiegelung herbeigeführt: Hierbei stehen zuerst diejenigen Schlusszeichen, die bei den Öffnungszeichen an zweiter Stelle stehen: Me preguntó: «¿Qué vas a hacer?».

## Aussprache

### Vokale

Vokaltrapez für die spanische Sprache

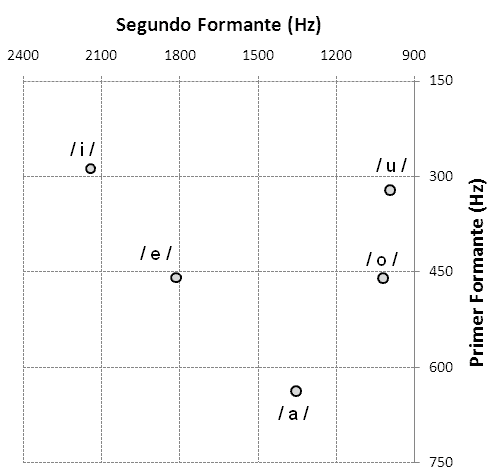
Messungen der ersten Formanten der spanischen Vokale (Bradlow, 1995); in Zuordnung zu den Frequenzen (Hz) (Artikulation)

Das Spanische kennt fünf Monophthonge.
|             | vorne | zentral | hinten |
| ----------- | ----- | ------- | ------ |
| geschlossen | i     |         | u      |
| mittel      | e     |         | o      |
| offen       |       | a       |        |

### Konsonanten
Das Spanische kennt 24 Konsonanten, wobei die Frikative [β ð ɣ] und die Plosive [b d g] Allophone der Phoneme /b d g/ sind. Zum Deutschen unterschiedliche Konsonanten sind das ñ ([ɲ]) und die beiden Digraphen ll ([ʎ]) und ch ([t͡ʃ]).
| Konsonanten des Spanischen | bilabial | labio- dental | dental | alveolar | post- alveolar | palatal | velar |
| Plosive                    | p b      |               |        | t d      |                |         | k g   |
| Affrikaten                 |          |               |        |          | t͡ʃ             |         |       |
| Nasale                     | m        |               |        | n        |                | ɲ       |       |
| Flaps/Trills               |          |               |        | ɾ r      |                |         |       |
| Frikative                  | β        | f             | θ ð    | s        |                |         | x ɣ   |
| Approximanten              | w        |               |        |          |                | j       |       |
| Laterale                   |          |               |        | l        |                | ʎ       |       |

Mundartlich wird s vor Verschlusslauten manchmal wie h ausgesprochen, z. B. España („Spanien“) als ɛhˈpaɲa.

#### Yeísmo / Šeísmo / Žeísmo
Eine Unterscheidung der Laute /ʎ/ und /j/ bzw. /ʝ/ erfolgt nicht im gesamten spanischsprachigen Raum, vor allem nicht in Lateinamerika, was am Yeísmo deutlich wird. In Spanien selber wird ll mundartlich manchmal wie d͡ʑ oder d͡ʐ ausgesprochen. Inzwischen liegt der Yeísmo auch in weiten Teilen Spaniens vor. Eine Unterscheidung zwischen /ʎ/ und /j/ bzw. /ʝ/ gilt heutzutage teilweise als untypisch. Es bestehen aber im gesamten spanischsprachigen Raum noch Zonen, in denen die Phoneme unterschieden werden. Die hohe Verbreitung des Yeísmo in der gesamten spanischsprachigen Welt führte zu seiner Akzeptanz in der gebildeten Sprache - so wird er unter anderem von der Real Academia Española akzeptiert. Durch den Yeísmo kommt es zu einer Aufhebung von Minimalpaaren, da mit ihm die Wortpaare ‹halla› und ‹haya› gleich ausgesprochen werden. Des Weiteren existieren in Lateinamerika die Aussprachephänomene des Žeísmo und des Šeísmo, bei denen nicht /ʎ/, /j/ bzw. /ʝ/, sondern /ʒ/ und /ʃ/ gesprochen werden.

#### Seseo und Ceceo
Große Aussprachevariationen in der spanischsprachigen Welt gibt es auch bezüglich der Laute /s/ und /θ/. Zonen, in denen die Wörter ‹casa› und ‹caza›  beide mit dem Phonem /s/ gesprochen werden (große Teile Lateinamerikas und Südspanien: Sevilla, Kanaren, Murcia, aber auch in Valencia, Katalonien, Mallorca und im Baskenland), bezeichnet man als Seseo-Regionen. Zonen, in denen beide Laute als /θ/ gesprochen werden (ebenfalls vor allem Südspanien: z. B. Málaga, Granada), werden als Ceceo-Regionen bezeichnet. In großen Teilen Lateinamerikas gilt der Seseo auch als Standardaussprache und der stimmlose interdentale Frikativ wird nahezu gar nicht verwendet. Im Süden Spaniens wird der Seseo auch in der gebildeten Sprache akzeptiert. Der Ceceo ist im spanischsprachigen Raum jedoch deutlich seltener vertreten und gilt als dialektal.

## Grammatik
Das Spanische weist über 50 konjugierte Formen pro Verb auf, mit Endungen für Personalformen, Tempus und Aspekt, hat aber nur eine eingeschränkte Flexion von Substantiven und Determinativen. Letztere zeigen nur zwei grammatische Geschlechter sowie Singular- und Pluralformen.
Die Wortstellung des Spanischen ist grundsätzlich Subjekt-Verb-Objekt, erlaubt aber viel Variation. Ein Personalpronomen als Subjekt kann wegfallen, d. h. Spanisch ist eine Pro-Drop-Sprache. Die Merkmale des Subjekts werden dann nur von der Verbform angezeigt. Das Spanische besitzt ferner ein System von unselbständigen (klitischen) Objektpronomen, wie es auch für die anderen romanischen Sprachen typisch ist.

## Wortarten und Wortbildung
| Bedeutung, Funktion ↓ | Formen, Klassen                                            | Formen, Klassen                                     |                                              |
| Bedeutung, Funktion ↓ | flektierbar                                                | flexionslos                                         |                                              |
| --------------------- | ---------------------------------------------------------- | --------------------------------------------------- | -------------------------------------------- |
| Lexikalisch           | Substantiv (sustantivo), Verb (verbo), Adjektiv (adjetivo) | Adverb (adverbio), Zahlwort (nombre numeral)        | Adverb (adverbio), Zahlwort (nombre numeral) |
| Grammatikalisch       | Artikel (articulo), Pronomen (pronombre)                   | Präposition (preposición), Konjunktion (conjuncion) |                                              |

Für die Produktion neuer Wörter aus vorhandenen Wörtern, also die Wortbildung, formación de palabras werden zwei Varianten unterschieden: Wortableitung (Derivation, derivación) und Wortzusammensetzung (Komposition, composición).
Im Bereich der Lehnwörter bzw. Entlehnung, so etwa in der Begrifflichkeit der elektronischen Datenverarbeitung, zeigt sich ein großer Einfluss der englischen Sprache. So weist vor allem der Internetwortschatz im Spanischen eine hohe Anzahl von Anglizismen oder angloamerikanisch geprägten spanischen Wortschöpfungen auf.

### Lexikalische Negation
Durch den Gebrauch folgender Präfixe können Worte mit negativer Bedeutung, als Ausdruck einer syntaktischen Negation (siehe im Gegensatz hierzu die Adverbien der Verneinung), entstehen:
- a-, des-, in-, i-, im-, ir-. Beispiele: a-político, des-acertado, in-formal, i-legible, im-posible, ir-racional.

Als Basislexeme für die negative Wortbildung dienen Substantive, Adverbien, Verben und Adjektive. Wortarten welche allesamt zu den Autosemantika zählen. Dabei sind einige Worte in der Lage, jeweils zwei unterschiedliche Präfixe zu binden. Beispiel: in-moral und a-moral.

## Varietäten der spanischen Sprache

### Das philippinische Spanisch
Neben der Verbreitung in Europa wird Spanisch ebenfalls in Asien, d. h. auf den Philippinen gesprochen. Viele Inseln, Ortschaften sowie die Filipinos und das Land selbst tragen spanische Namen, die aus der kolonialen Epoche herrühren.

### Das amerikanische Spanisch
Am weitaus bedeutsamsten ist Spanisch in Amerika, indem es in den meisten Ländern als Muttersprache gesprochen wird. Da sie dort ein sehr großes Gebiet einnimmt und da seit der Kolonialisierung durch die Spanier bereits Jahrhunderte vergangen sind, weist die spanische Sprache auf den Großen Antillen und im übrigen Lateinamerika gewisse Abweichungen zum europäischen Spanisch auf. Diese sind in der Schrift- und Verkehrssprache nicht allzu groß, wohingegen sich Umgangssprache und Dialekte der einzelnen Länder teilweise recht deutlich unterscheiden, und zwar nicht nur in der Aussprache, sondern auch im Vokabular.
| Die spanischsprachige Welt |
| Die spanischsprachige Welt Rot: Amtssprache, Blau: Amtssprache neben anderen, Gelb: Bedeutende Sprache, aber keine Amtssprache |

Im grammatikalischen Bereich sind bis auf die Eigenheiten in der Verwendung der Vergangenheitstempora (Dominanz des Indefinido), der Nichtexistenz von Vosotros und dem Voseo (nur regional geprägt) keine nennenswerten Besonderheiten festzustellen.
Demgegenüber haben einige Wörter durchaus einen Bedeutungswandel vollzogen. Manche Abweichungen sind konkret auf den Einfluss indigener Sprachen zurückzuführen, der in den einzelnen Regionen unterschiedlich intensiv ausgestaltet ist. Vorrangig in Mexiko, der Karibik, Zentralamerika und Venezuela spürbar sind auch die Einflüsse des US-amerikanischen Englischen auf den Wortschatz des Spanischen, die sich wesentlich stärker niederschlagen als in Europa. Generell lässt sich in Spanien der lateinamerikanische Wortschatz als archaischer, verglichen mit dem kontinentaleuropäischen, beschreiben. In Lateinamerika wird dagegen das iberische Spanisch als altmodisch und harsch empfunden.
Ein charakteristisch-markantes Erkennungszeichen lateinamerikanischer Sprecher ist die vom europäischen Spanisch stark abweichende Sprachmelodie. Die Unterschiede in dieser Beziehung sind jedoch zwischen dem andinen Spanisch, den La-Plata-Dialekten, Mexiko und Zentralamerika sowie den karibischen Dialekten praktisch ebenso groß wie zum Kontinentalspanischen, sodass sich allgemeine Regeln nur schwer definieren lassen.
Obgleich Aussprache und Wortschatz zwischen den und ebenso in den einzelnen lateinamerikanischen Ländern mitunter stark variieren, lassen sich doch einige Hauptunterschiede zwischen der Sprache Mexikos und Süd- und Mittelamerikas und dem europäischen Spanischen festhalten.

#### Unterschiede in der Grammatik
- Die Vergangenheitsform Pretérito Perfecto (he comprado) ist in einigen Ländern wie Argentinien marginal gebräuchlich, stattdessen wird meist das Pretérito Indefinido verwendet (compré), soweit man das „Noch-Andauern“ einer Handlung nicht explizit betonen möchte.
- Die in Spanien ausschließlich als Höflichkeitsform im förmlichen Umgang (vgl. „Siezen“ im Deutschen) verwendete Anrede ustedes (von vuestra merced, etwa: „Euer Gnaden“) ist in Lateinamerika die standardsprachliche und allgemein verbreitete Anredeform, unabhängig von Sprachebene oder Vertrautheit. So wird die 2. Person Plural im amerikanischen Sprachraum überhaupt nicht benutzt und stets durch die Anrede in der 3. Person ersetzt. An die Stelle des Personalpronomens vosotros tritt hingegen immer ustedes (eine der wenigen Regeln, die universal für ganz Lateinamerika gelten). Auch im Singular ist die Anrede in der 2. Person mit tú in manchen Gebieten weniger gebräuchlich (oder wirkt schroff bzw. pedantisch) und man greift entweder zu vos oder zur 3. Person mit usted.
- Mit dem in vielen Teilen Lateinamerikas verbreiteten Voseo wird anstelle des Personalpronomens tú oder ti in der 2. Person Singular das Pronomen vos verwendet und die Verben werden dementsprechend abweichend konjugiert (beispielsweise vos sos, standardspanisch tú eres „du bist“). Die grammatikalischen Regeln zum Voseo werden regional unterschiedlich angewandt, so sind Varianten wie vos tomás, tú tomás und vos tomas (standardspanisch tú tomas) möglich.
  - Er ist praktisch in Argentinien, Uruguay, Paraguay und Nicaragua anzutreffen und in abgeschwächter Form auch in anderen Ländern wie Guatemala, dem venezolanischen Bundesstaat Zulia sowie den kolumbianischen Regionen Paisa und Valle de Cauca.
  - Costa Rica stellt einen Sonderfall dar, da tú nicht gebraucht wird, dafür aber vos und usted gleichermaßen.
  - Eine kleinere Sonderform des Voseo ist in Chile verbreitet, wo in der informellen Sprache in der 2. Person Singular eine an die 2. Person Plural bzw. die Konjugationsformen des Voseo erinnernde Verbform in Gebrauch ist. Die auf -ar endenden Verben erhalten in der 2. Person Singular die Endung -ái(s), wobei das Schluss-s nicht ausgesprochen wird. Die Verben auf -er/-ir erhalten die Endung -ís, wobei das Schluss-s nur manchmal gehaucht wird.
Beispiele: ¿Cómo estás? wird zu ¿Cómo estái(s)? ¿Qué haces? wird zu ¿Qué hacís? bzw. ¿Qué hací(h)? oder ¿Te acuerdas? wird zu ¿Te acordái(s)?
Beachtenswert sind diesbezüglich die Parallelen zum Italienischen, wo die Endung der 2. Person Singular stets -i ist. Als Pronomen wird generell tú verwendet und nur selten vos, was einen noch legereren (oft auch aggressiven) Charakter hat.
  - Phonetisch ähneln sich der Voseo in Chile und der in Venezuela, da in diesem die Konjugation der klassischen Form (-áis, -éis, -ís) entspricht, das Schluss-s aber genauso wie in Chile gehaucht wird.
Beispiele: ¿Cómo estáis? ¿Qué hacéis? ¿Venís? (gesprochen ¿kómo ehtáih? ¿ké aséih? ¿beníh?).

#### Unterschiede im Wortschatz
Es gibt viele Abweichungen zwischen dem europäischen und dem lateinamerikanischen Wortschatz und überdies auch innerhalb Lateinamerikas von Land zu Land diverse semantische Eigenarten. Sie betreffen hauptsächlich die Umgangssprache und Begriffe des täglichen Lebens. Ernsthafte Verständigungsprobleme zwischen Sprechern (und ihrem mentalen Lexikon) aus verschiedenen europäischen und amerikanischen Teilarealen des spanischen Sprachraums gibt es in der Regel jedoch kaum.
Einige Beispiele
| Deutsch     | europ. Span. | amerik. Span. | ein Spanier oder Nicht-Muttersprachler könnte verstehen          |
| ----------- | ------------ | --- | ---------------------------------------------------------------- |
| Butter      | mantequilla  | manteca (Argentinien, Paraguay) | Schmalz, Fett                                                    |
| Erdbeere    | fresa        | frutilla (Argentinien, Bolivien, Chile, Ecuador, Paraguay) | Früchtchen                                                       |
| Eisschrank  | nevera       | refrigerador, heladera (Argentinien, Bolivien, Chile, Mexiko – nur Refrigerador-, Peru, Paraguay)                                                                                           | Kühler; Eisverkäuferin                                           |
| Rock        | falda        | pollera (Argentinien, Uruguay, Paraguay) | Hühnerverkäuferin                                                |
| Auto(mobil) | coche        | carro (Ecuador, Kolumbien, Mexiko, Peru, Venezuela, Zentralamerika) auto (Argentinien, Bolivien, Chile, Ecuador, Mexiko, Peru, Paraguay) máquina (Argentinien; von ital. macchina für Auto) | Karren, Handwagen (carro) Maschine (máquina)                     |
| Banane      | plátano      | banano, guineo (Karibik, Zentralamerika) cambur (Venezuela) banana (Argentinien, Paraguay)                                                                                                  |                                                                  |
| Bohnen      | judías       | alubias (Kanarische Inseln) caraotas (Venezuela) frijoles (Mexiko, Peru, Zentralamerika) habichuelas (Kolumbien) fréjol (Ecuador) porotos (Argentinien, Bolivien, Chile, Paraguay)          |                                                                  |
| Kartoffel   | patata       | papa (Argentinien, Bolivien, Chile, Ecuador, Kolumbien, Mexiko, Peru, Zentralamerika, Kanarische Inseln)                                                                                    | Papst (dann jedoch Maskulinum), Vater (falls als papá endbetont) |
| Lastwagen   | camión       | troca (nördliche mexikanische Bundesstaaten und „kalifornisches Slang-Spanisch“, von amer.-engl. truck)                                                                                     |                                                                  |

- Je nach Land gibt es eine unterschiedliche Anzahl Wörter, die aus den jeweiligen Sprachen der indigenen Völker entlehnt wurden. Einige davon haben auch das europäische Spanisch erreicht. Dazu gehören u. a. die Begriffe aguacate („Avocado“) und patata („Kartoffel“, siehe Tabelle).
- Insbesondere Namen für Obst- oder Gemüsesorten variieren unter den lokalen Varietäten der unterschiedlichen spanischsprachigen Länder sehr stark. So heißt etwa in der Dominikanischen Republik „die Orange“ la china, „die Mandarine“ la italiana, „die Papaya“ la lechoza, „die Banane“ el guineo und „die Maracuja“ la chinola – Ausdrücke, die oft nicht nur in Spanien und Südamerika, sondern selbst in benachbarten Ländern wie Kuba oder Mexiko bereits nicht mehr verstanden werden. Ähnliches gilt für Bezeichnungen wie frutilla – „Erdbeere“ (in Europa fresa genannt), ají – „scharfe Paprika“ (europ. chili) oder palta – „Avocado“ (europ. aguacate), wie sie in Chile und einigen anderen südamerikanischen Ländern geläufig sind.
- Zu Missverständnissen kommt es am ehesten bei Wörtern, die neben der allgemeinen Bedeutung in bestimmten Ländern über eine umgangssprachliche Spezialbedeutung verfügen.
  - Das in Spanien unverfängliche und für alle möglichen Sachverhalte häufig gebrauchte Verb coger („nehmen, ergreifen, fangen“) etwa ist in ein paar Ländern Lateinamerikas (vor allem Mexiko, Argentinien, Uruguay und Paraguay) ein ordinärer Ausdruck für die Ausübung des Geschlechtsverkehrs. Der Satz „Ich werde den Bus nehmen“ (Voy a coger el autobús) bedeutet daher bei Argentiniern „Ich werde den Bus bumsen“. In ganz Lateinamerika wird anstelle von coger häufiger das Verb agarrar oder tomar („nehmen, einnehmen, trinken“) verwendet.
  - Das Wort guagua bezeichnet in der Dominikanischen Republik, auf Kuba und auf den Kanarischen Inseln einen innenstädtischen „Linienbus“, in Andenländern wie Chile, Peru oder Ecuador steht es für „Krabbel-“ oder „Kleinkind“ (hier: Xenismus aus den Quechua), sodass auch in diesem Fall Missverständnisse vorbestimmt sind.
  - Für „hübsch“ oder „schön“ formuliert man in den meisten Ländern Lateinamerikas Adjektive wie bonito/-a oder lindo/-a. Das in Spanien verbreitete guapo/-a ist demgegenüber ungebräuchlich und hat in manchen Ländern (etwa auf Kuba und in der Dominikanischen Republik) die Bedeutung „aggressiv“ oder „wild“. Somit ist una chica guapa in Madrid ein hübsches, in Havanna ein wütendes Mädchen.

#### Unterschiede in der Aussprache
Viele lateinamerikanische Aussprachebesonderheiten erinnern an südspanische Dialekte und sind in erster Linie gerade deswegen präsent, weil im 16. und 17. Jahrhundert die meisten spanischen Einwanderer aus dem Süden Spaniens (v. a. Extremadura und Andalusien) kamen (siehe auch Andalusischer Dialekt).
- Typisch ist der Seseo. Während im europäischen Spanisch ein z zumeist wie ein stimmloses englisches „th“ ausgesprochen wird, klingt es in lateinamerikanischer Artikulation wie ein stimmloser „s“-Laut. Dasselbe trifft auf das „c“ vor e und i zu (z. B. in nación).
- Der Yeísmo tritt praktisch in ganz Lateinamerika auf, mit Ausnahme des Andengebiets und Paraguays. Zwei Sonderformen sind in den Río-de-la-Plata-Staaten (Argentinien, Uruguay) weit verbreitet. Dort wird das Phonem ll nicht wie ein deutsches „j“, sondern stimmhaft wie ein weiches „sch“, zunehmend auch stimmlos ähnlich einem deutschen „sch“ (Šeísmo) ausgesprochen wird.
- „j“ wird je nach Region mal mehr und mal weniger hart ausgesprochen. Die Aussprache variiert vom spanischen harten und hinteren „ch“ über das deutsche eher weichere „ch“ (wie in Bu-„ch“) bis hin zum herkömmlichen „h“.
- Regional differenziert in der Ausprägung ist das Verstummen oder Verändern bestimmter Endungen.
  - Besonders in der Karibik ist diese Erscheinung ausgeprägt und führt mitunter zu starken Verständnisproblemen bei ungeübten Hörern. So wird insbesondere die Wortendung -ar abweichend als -á, -al oder auch -ai (z. B. im Norden der Dominikanischen Republik nahe Puerto Plata) ausgesprochen. Der Infinitiv caminar wird demnach zu caminá, caminal oder caminai – analog bei Verben auf -er oder -ir wird poner oft ponel oder auch ponei ausgesprochen.
  - „d“ wird am Wortende oft nicht gesprochen, die Betonung bleibt aber auf der letzten Silbe. Beispiel: ciudad wird gesprochen wie siudá. Das „d“ wird auch zwischen Vokalen meist ausgelassen, beispielsweise wird cansado zu cansao.
  - „s“ im Silbenauslaut bzw. am Wortende wird oft als Hauchlaut gesprochen oder verstummt ganz. Die Tendenz, das „s“ anzuhauchen (z. B. ehtoy statt estoy) ist in vielen Küstendialekten vorzufinden und scheint abermals dem Andalusischen ähnlich.
    1. Durch faktisches Verschwinden der 2. Person Plural im lateinamerikanischen Spanisch lässt sich auch die 2. Person Singular oft nicht von der 3. Person Singular unterscheiden.
Beispiel: ¿Qué quiere? („Was möchte er/sie?“) könnte vor Wegfall des „s“ auch ¿Qué quieres? („Was möchtest du?“) bedeutet haben.
Ausnahmen gibt es in Argentinien, Chile, Uruguay, Paraguay, einigen mittelamerikanischen Ländern und einigen Regionen Kolumbiens, Venezuelas und Boliviens.
    2. In großen Teilen Chiles wird in der 2. Person Singular querís anstatt quieres gesagt. Die Endung -as wird durch -ái und -es durch ein -ís ersetzt, wobei das Schluss-s entweder gehaucht wird oder in der Aussprache ganz wegfällt. In beiden Fällen wird die letzte Silbe betont, was teilweise eine Änderung der anderen Vokale innerhalb des Wortes nach sich zieht.
Beispiel: ¿Adonde vai? („Wohin gehst du?“) statt ¿Adonde vas? venís („du kommst“) statt vienes; podís („du kannst“) statt puedes.
Dies gilt auch für fast alle anderen Formen der 2. Person Singular.
    3. In Argentinien, Uruguay, Paraguay, einigen mittelamerikanischen Ländern und auch in Teilen Kolumbiens und Boliviens wird statt quieres querés (auch oft mit gehauchtem Schluss-s) gesagt, was seine Grundlage in der Konjugationsform des altspanischen vos hat. In diesen Ländern wird außerdem statt tú vos gesagt, was ebenfalls „du“ bedeutet, aber eine andere Konjugationsform nach sich zieht.
So heißt es nicht puedes („du kannst“), sondern podés. Hier wird – anders als in der in Spanien gebräuchlichen vosotros-Form – das „i“ nicht ausgesprochen.
Eine Ausnahme bilden die Verben der -ir-Konjugation, die der vosotros-Form entsprechen (z. B. vivís).
    4. Die von vos abhängige Konjugation in Venezuela (Bundesstaat Zulia) entspricht der des vosotros (-áis, -éis, -ís), obschon das „Schluss-s“ nur gehaucht wird, wodurch die Verben klanglich den chilenischen ähneln.
    5. Durch die insgesamt starken Unterschiede zwischen der 2. und 3. Person Singular wird die tendenzielle Schwächung des „Schluss-s“ wieder relativiert.

  - Beispiel für das Verstummen von „d“ und „s“ in einem Satz: estamos cansados („wir sind müde“) wird bei der Aussprache zu e(h)tamo(h) cansao.

| Allgemein1                                                                | Chile        | Venezuela2    |
| vivís                                                                     | vivís        | vivís         |
| venís                                                                     | venís        | venís         |
| podés                                                                     | podís        | podéis        |
| querés                                                                    | querís       | queréis       |
| ¿qué hacés?                                                               | ¿qué hacís?  | ¿qué hacéis?  |
| ¿cómo estás?                                                              | ¿cómo estái? | ¿cómo estáis? |
| ¿adonde vas?                                                              | ¿adonde vai? | ¿adonde vais? |
| ------------------------------------------------------------------------- | ------------ | ------------- |
| 1 Allgemein bedeutet alle anderen Länder mit Voseo 2 Im Bundesstaat Zulia |              |               |

### Vom Spanischen abgeleitete Sprachen
Spanisch hat z. T. andere Varianten und Mischformen entwickelt.
- Tochtersprache:
  - Ladino (auch „sephardische Sprache“) ist das Spanisch der 1492 (Alhambra-Edikt) aus Spanien vertriebenen Juden (Sephardim). Sie leben heute in Israel, Griechenland, der Türkei, Nordmarokko und den USA. Die Sprecherzahl wird auf höchstens 100.000 geschätzt

- Hybriddialekte, d. h. Mischsprachen existieren überall dort, wo Spanisch und Portugiesisch aufeinandertreffen:
  - Barranquenho in Portugal oder
  - Portuñol in Uruguay und Brasilien.

- Kreolsprachen:
  - Palenquero in Kolumbien,
  - Papiamentu auf den ABC-Inseln oder
  - Chabacano auf den Philippinen.

- Weitere Einzelformen:
  - Lunfardo ist eine Gaunersprache in Argentinien, die auch im Tango Verwendung findet.

## Sprachbeispiel
Allgemeine Erklärung der Menschenrechte:

Todos los seres humanos nacen libres e iguales en dignidad y derechos y, dotados como están de razón y conciencia, deben comportarse fraternalmente los unos con los otros.

„Alle Menschen sind frei und gleich an Würde und Rechten geboren. Sie sind mit Vernunft und Gewissen begabt und sollen einander im Geist der Brüderlichkeit begegnen.“

Beispiele gesprochen von einem Einwohner Madrids:
- ¿Qué hay de nuevo?ⓘ/? (24 KB) – „Was gibt’s Neues?“
- Yo estoy bien, gracias, ¿y tú?ⓘ/? (29 KB) – „Danke, mir geht es gut, und dir?“
- Adiós, hasta mañana.ⓘ/? (27 KB) – „Auf Wiedersehen, bis morgen.“

Zwei Beispiele aus dem Buch Der kleine Prinz deuten die Unterschiede der europäischen und amerikanischen Aussprache an. Sie stammen aus zwei unterschiedlichen Übersetzungen des französischen Originals:
- (Barcelona, Spanien)
- (Sinaloa, Mexiko)

## Sprachfallen: „Falsos Amigos“
Mit den typischen Fehlern, die beim Erlernen und Übersetzen der spanischen Sprache auftreten können, beschäftigen sich folgende Beiträge:
- Falscher Freund
- Liste falscher Freunde in der spanischen Sprache